# Hawthorne of the U.S.A.
Hawthorne of the U.S.A. é um filme mudo norte-americano de 1919, dos gêneros comédia e aventura, dirigido por James Cruze e estrelado por Wallace Reid e Lila Lee. O filme é baseado na peça de mesmo nome, escrito por J. B. Fagan, que decorreu na Broadway em 1912 com Douglas Fairbanks no papel-título. O cenário do filme foi escrito por Walter Woods. O filme foi produzido pela Famous Players-Lasky e distribuído por Paramount-Artcraft Picture.
Uma cópia do Hawthorne of the U.S.A. é preservada na Biblioteca do Congresso.

## Elenco
- Wallace Reid - Anthony Hamilton Hawthorne
- Lila Lee - Princesa Irma
- Harrison Ford - Rodney Blake
- Tully Marshall - Nitchi
- Charles Ogle - Colonel Radulski
- Guy Oliver - Count Henloe
- Edwin Stevens - Príncipe Vladimir
- Clarence Burton - Fredericks
- Theodore Roberts - Senator Ballard
- Ruth Renick - Kate Ballard
- Robert Brower - King Augustus III
- Frank Bonner - De Witz